# Fórmula Winter Series
A Fórmula Winter Series é uma categoria de fórmula baseada e disputada na Espanha disputada desde 2023. A categoria, que é baseada nos regulamentos da Fórmula 4, é disputada durante o inverno europeu. A categoria é organizada pela empresa de eventos esportivos holandesa Gedlich Racing, com chancela da Real Federación Española de Automovilismo (RFEDA).
As etapas incluem categorias de apoio, como a GT Winter Series (desde 2019) e a GT4 Winter Series (desde 2023).

## Carros
A Fórmula Winter Series, sendo uma categoria monomarca, utiliza somente um modelo de carro. O F4-T421, produzido pela italiana Tatuus, sendo um monocoque em fibra de carbono coberto com uma carenagem em fibra de vidro. O carro é propulsado por um motor motor Autotecnica Motori FT-J 1.4L 4-cil turbo, gerando 162 cv (119 kW), sendo acoplado a uma transmissão Sadev, semiautomática de seis velocidades e calçando pneus Pirelli.

## Campeões

### Pilotos
| Ano  | Piloto          | Equipe        | Corridas | Poles | Vitórias | Pódios | Voltas Mais Rápidas | Pontos | Margem |
| ---- | --------------- | ------------- | -------- | ----- | -------- | ------ | ------------------- | ------ | ------ |
| 2023 | Kacper Sztuka   | US Racing     | 6 de 6   | 4     | 5        | 6      | 4                   | 151    | 35     |
| 2024 | Griffin Peebles | MP Motorsport | 11 de 12 | 3     | 4        | 7      | 5                   | 171    | 19     |
| 2025 | Gabriel Gomez   | US Racing     | 11 de 12 | 4     | 3        | 9      | 3                   | 204    | 41     |

### Equipes
| Ano  | Equipe        | Poles | Vitórias | Pódios | Voltas Mais Rápidas |
| ---- | ------------- | ----- | -------- | ------ | ------------------- |
| 2023 | US Racing     | 6     | 7        | 22     | 8                   |
| 2024 | MP Motorsport | 6     | 5        | 12     | 6                   |
| 2025 | US Racing     | 7     | 6        | 18     | 7                   |

### Novatos
| Ano  | Piloto           | Equipe        |
| ---- | ---------------- | ------------- |
| 2023 | Gianmarco Pradel | US Racing     |
| 2024 | Maciej Gładysz   | MP Motorsport |
| 2025 | Fionn McLaughlin | Hitech TGR    |

## Circuitos
- Em negrito estão os circuitos que estão na temporada 2025 da categoria

| Circuito               | Etapas | Anos      |
| ---------------------- | ------ | --------- |
| Barcelona              | 3      | 2023–Hoje |
| Circuito Ricardo Tormo | 3      | 2023–Hoje |
| Jerez                  | 2      | 2023–2024 |
| MotorLand Aragón       | 2      | 2024–Hoje |
| Navarra                | 1      | 2023      |
| Circuito de Portimão   | 1      | 2025      |